# Велик коронен коняр (Жечпосполита)
Велик коронен коняр (на латински: agazo, stabuli Regni praefectus, на полски: koniuszy wielki koronny) e придворен чин в Полско-литовската държава.

## Историята на чина
Чинът се среща в източници още 1203 г. В края на XVII век става държавна почетна длъжност (каето е формално потвърдено през 1768 г.).

## Компетенции
Конярът бил управител на всички кралски конюшни и конезаводи. Той е разполагал със собствени финансови средства, предназначени за тази цел. В действителност задълженията на коняря се изпълнявали от подконярите, а самата длъжност в крайна сметка се превърнала в чисто титулярна (почетна титла, без покритие). Литовският еквивалент на Великия коронен коняр е бил Великият литовски коняр.
По старшинство конярят стоял след мечника (военен чиновник, завеждащ кралската оръжейницата), но преди кухненския майстор (завеждащ кухнята). В Литва имало и земски (т.е. областни) коняри, каквито в Полша нямало; те вървели по старшинство след мечника и преди обозникът, отговорен за обоза и военните полеви лагери.